# Annibale Stabile
Annibale Stabile (Nàpols, Campània, 1535 - Cracòvia, Polònia, abril de 1595) fou un compositor de l'escola romana.
Fou deixeble de l'il·lustre Palestrina i desenvolupà, successivament, el càrrec de mestre de capella a Sant Joan del Laterà, i en el Col·legi Alemany, Sant Apolinar i Santa Maria la Major, on encara hi era poc temps abans de morir.
Publicà: Motetti a 5, 6 i 8 voci, tres llibres (Venècia, 1584, 1585 i 1589, i Madrigali a 5 voci, tres llibres (Venècia, 1572, 1584 i 1585). A més, es troben composicions seves en la major part de les antologies de l'època.